# وقود صلب

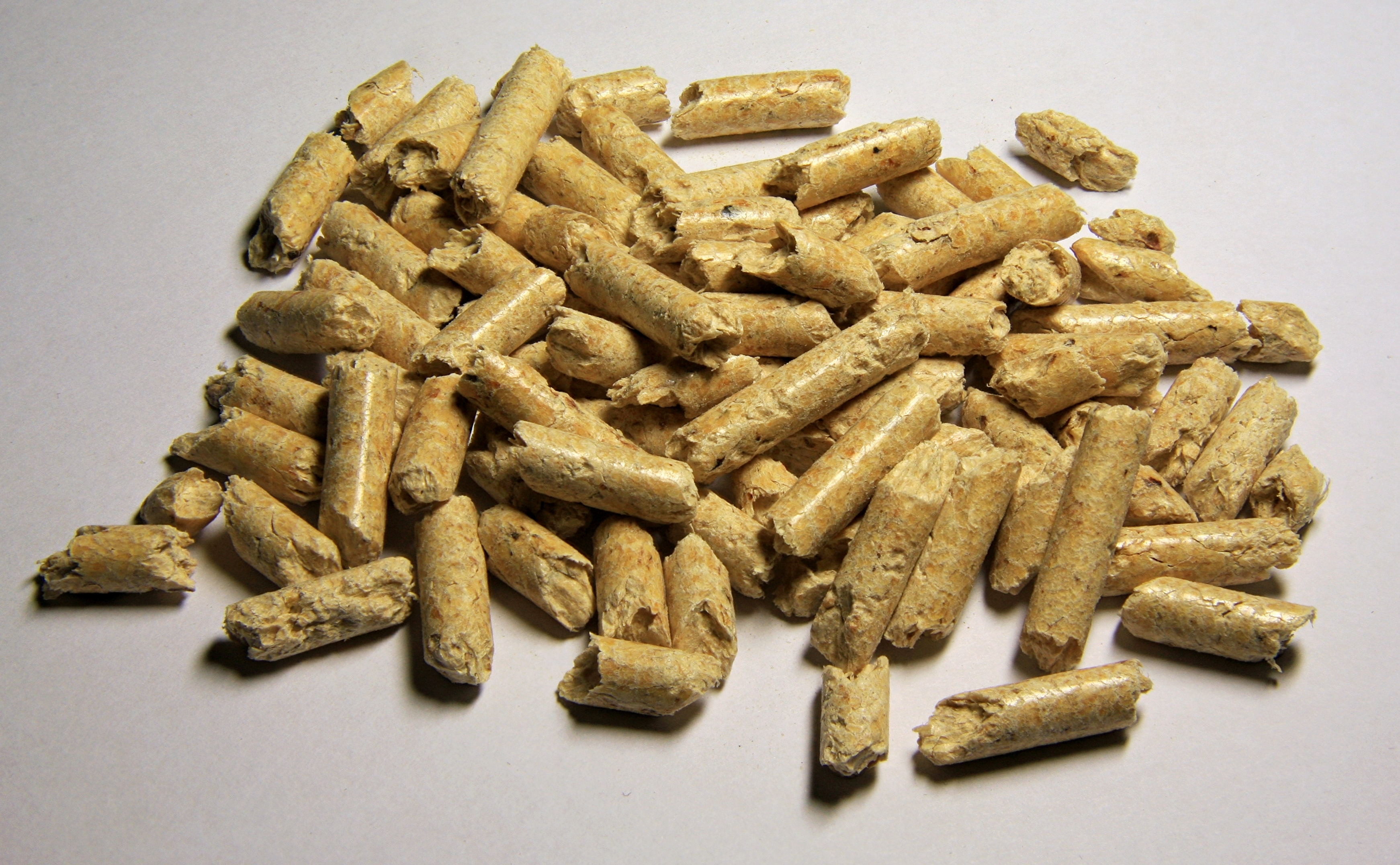

الوقود الصلب هو مصطلح يطلق على مختلف الأنواع من المواد الصلبة المستخدمة وقودًا لإنتاج الطاقة وتوفير التدفئة، وعادة ما تستخرج الطاقة بالاحتراق.
من أنواع الوقود الصلب الخشب والفحم والخث وأقراص وقود الهكسامين، والكريات المصنوعة من الخشب (انظر الكريات الخشبية)، الذرة، القمح والشيلم والحبوب الأخرى.
يدخل في تركيب الوقود الصلب الكربون، الهيدروجين، النيتروجين، الأكسجين، الكبريت، وكذلك نسبة من الرطوبة وهذه تؤدي إلى تقليل القيمة الحرارية لأخذها قسماً من الحرارة الناتجة من الوقود، كذلك احتواء الوقود على نسبة عالية من الكبريت يؤدي إلى التاكل، وان عملية احتراق الوقود الصلب ينتج عنها الرماد الذي يمثل بقايا مواد مختلفة.

## صوره وأشكاله

### الخشب
الخشب هو مصدر الوقود فريدة من نوعها من حيث أنه هو مورد متجدد.

### الكتلة الحيوية
الكتلة الحيوية هي المواد النباتية التي اتخذت لاستخدامه كوقود. وتشمل النباتات التي تستخدم عادة للحصول على الوقود القمح والقش...

### الجفت
يستعمل الجفت عادة في المواقد بدل الحطب نظراً لتكلفته الشرائية المنخفضة.

### الفحم البني
الفحم البني هو مرحلة أخرى في عملية صنع الفحم. هذا الوقود يحترق بسهولة نسبيا. والعيب هو أنها لن تنتج كميات كبيرة من الرماد.

### الفحم الحجري
ويقسم الفحم الحجري إلى أربعة أنواع رئيسة وهي الفحم تحت الحمري، واللجنيت ويسمى أيضاً بالفحم البني، فحم الأنتراسيت، والفحم الحمري وهذا النوع الأكثر أهمية والأكثر استخداماً، يستخدم بصورة كبيرة في إنتاج الكهرباء، كما أنه يستخدم في تدفئة المباني والمنازل، ويستخدم أيضاً في توليد الطاقة لتحريك محركات الآلات.

### الخث
هذا الوقود عبارة عن مواد نباتية متحللة بشكل جزئي ومتوفرة بصورة كبيرة في المناقع، وبعد استخراج هذه المواد يتم تجففيها ثم تحرق لإنتاج الطاقة، وتستخدم في تدفئة المنازل بصورة رئيسية.

### فحم الكوك
هو مادة كربونية قابلة للاستخدام كوقود بإحراقها، ويتم تصنيعها بالتقطير الإتلافي للفحم الحجري أو الفحم البيتوميني، ويكون شكل الفحم في النهاية على هيئة أحجار سوداء ورمادية جافة لكنها ليست شديدة الصلابة وقابلة للكسر.

### فحم مضغوط
الفحم المضغوط هو فحم يمكن التحكم في اشكاله بصورة أصابع اسطوانية قطرها 3/4 بوصة بطول من 10 إلي 20 سم.ويصنع من مخلفات الفحم الحجري ومن مميزاته انه لا يصدر رائحة أو دخان ويظل مشتعلا فترة طويلة، ويستخدم في المنازل بوصفه سهلاً للاستخدام.
ويستخدم الوقود الصلب في تشغيل أفران المصانع في العديد من الصناعات الأساسية، ومنها صناعة الأسمنت والطوب والجير وغيرها والوقود الصلب يستخدم في العديد من المجالات الصناعية كبديل للعديد من أنواع الوقود الحالية المستخدمة في الصناعة خاصة المازوت والسولار والغاز الطبيعي.

## اقرأ ايضًا
- صاروخ ذو وقود صلب